# Gottfried II de Wurtzbourg
Gottfried II, mort le 24 août 1197 à Wurtzbourg, est un écolâtre de la cathédrale qui fut évêque de Wurtzbourg durant deux mois, en 1197.

## Biographie
Gottfried est d'abord écolâtre puis prévôt de la cathédrale de Wurtzbourg. On ignore tout de ses origines familiales. Selon Lorenz Fries (de), il fut élu évêque par le chapitre de chanoines contre la volonté de l'empereur. Élu durant l'été 1197 il meurt deux mois plus tard.
Lors des travaux de restauration de la cathédrale de Wurtzbourg au début du XVIIIe siècle, on confond la tombe de Gottfried III von Hohenlohe avec Gottfried II. C'est pourquoi on croit, à tort, que Gottfried II appartient à la famille Hohenlohe.